# Brasília FC
Brasília Futebol Clube – brazylijski klub piłkarski z siedzibą w mieście Brasília (Dystrykt Federalny), stolicy Brazylii.

## Osiągnięcia
- Mistrz Dystryktu Federalnego (8): 1976, 1977, 1978, 1980, 1982, 1983, 1984, 1987
- Wicemistrz Dystryktu Federalnego (5): 1979, 1995, 1997, 2009, 2013

## Historia
Klub powstał 2 czerwca 1975 pod nazwą Brasília Esporte Clube. Obecna nazwa klubu Brasília Futebol Clube obowiązuje od 8 listopada 1999.